# アレクセイ・オスタペンコ
アレクセイ・アレクサンドロヴィチ・オスタペンコ（ロシア語: Алексей Александрович Остапенко、1986年5月26日 - ）は、ロシアの男子バレーボール選手。サラトフ出身。ポジションはミドルブロッカー。元ロシア代表。

## 来歴
2002年、ロシア・スーパーリーグのネフチャニク・ヤロスラヴリへ入団。ルチ・モスクワを経てディナモ・モスクワへ移籍し、2008年にリーグ優勝とロシア・カップ優勝を飾った。
ジュニア代表として出場した2005年ジュニア世界選手権ではベストブロッカー部門とベストサーバー部門でそれぞれ1位を獲得。ベストブロッカー賞とベストサーバー賞を受賞し、ロシアジュニア代表の3大会ぶり3回目の金メダル獲得に貢献した。
ロシア代表のミドルブロッカーに選出され、2006年8月5日、エカテリンブルクで行われたワールドリーグ・中国戦で代表デビューを飾り、2007年ワールドリーグ、2007年欧州選手権で準優勝、2007年ワールドカップでは銀メダル獲得に貢献。2008年北京オリンピックに出場し銅メダルを獲得した。
2009年11月5日、女子競泳選手で2004年アテネオリンピック銀メダリストのスタニスラワ・コマロワと結婚した。

## 球歴
- オリンピック - 2008年（銅メダル）
- ワールドカップ - 2007年（銀メダル）
- ワールドリーグ - 2007年（準優勝）、2008年（3位）
- 欧州選手権 - 2007年（準優勝）

## 所属クラブ
- ネフチャニク・ヤロスラヴリ （2002-2005年）
- ルチ・モスクワ （2005-2006年）
- ディナモ・モスクワ （2006-2012年）
- グベールニヤ・ニジニ・ノヴゴロド（2012-2014年）
- パッラヴォーロ・ピアチェンツァ（2014-2015年）
- ディナモ・モスクワ（2016-2020年）